# Doris Sophia Brodi
Doris Sophia Brodi (Sri Aman, 13 novembre 1960) è una politica malese, prima donna ad essere eletta vicepresidente del Senato malese.

## Carriera
È stata eletta senatrice il 12 marzo 2010. Il 26 gennaio 2012 è stata nominata vicepresidente del senato ed ha prestato giuramento davanti al presidente del senato, Tan Sri Abu Zahar Ujang.